# أخبار اليوم (صحيفة سودانية)
أخبار اليوم هي صحيفة في السودان. وهي أكبر صحيفة يومية ناطقة باللغة العربية في البلاد. وكانت لها روابط قوية مع الحكومة وقامت بتوزيع ما بين 30 ألفًا إلى 35 ألف نسخة يوميًا اعتبارًا من عام 2011.